# Ana Rendón
Ana María Rendón Martínez (sinh ngày 10 tháng 3 năm 1986 tại Medellín) là một  nữ vận động viên từ Colombia, một vận động viên thi đấu bộ môn bắn cung.

## Thế vận hội mùa hè 2008
Tại Thế vận hội mùa hè 2008 tại Bắc Kinh, Rendón hoàn thành vòng xếp hạng của mình với tổng số 647 điểm. Điều này đã cho cô được xếp vị trí hạt giống thứ 10 cho vòng cạnh tranh cuối cùng trong đó cô ấy phải đối mặt với Elena Tonetta ở vòng đầu tiên. Cả hai cung thủ đều ghi được 106 điểm trong trận đấu thường, nhưng ở vòng đấu quyết định, Rendón ghi được 10 điểm so với 9 điểm của Tonetta và tiến tới vòng tiếp theo. Ở đó, cô thắng với 110-106 trước Miroslava Dagbaeva. Trong vòng 16 cô chỉ có thể ghi được 95 điểm và khi đối thủ của cô là Khatuna Lorig ghi được 107 điểm, Rendón đã bị loại. Cùng với Natalia Sánchez và Sigrid Romero, cô cũng tham gia vào các cuộc thi theo nhóm. Với điểm số 647 của cô từ vòng bảng kết hợp với 643 của Sánchez và 551 của Romero đội Colombia đã ở vị trí thứ mười sau vòng bảng xếp hạng. Ở vòng đầu tiên họ phải đối mặt với đội Nhật Bản, nhưng không thể đánh bại đội này. Nhật Bản tiến vào vòng tứ kết với tỉ số 206-199.

## Thế vận hội mùa hè 2012
Rendón thi đấu một lần nữa tại Thế vận hội mùa hè 2012, lần này chỉ trong vòng thi cá nhân. Cô bị loại trong trận knock out đầu tiên sau khi thua trước đối thủ Iria Grandal.

## Thế vận hội mùa hè 2016
Rendon đại diện cho Colombia tại Thế vận hội thứ ba của mình, Thế vận hội mùa hè 2016 ở Rio de Janeiro.